# Carl-Johan Franck
Sammelkarte von Carl-Johan Franck (1949)

Link zum Bild

(Bitte Urheberrechte beachten)
Carl-Johan Franck, teilweise auch Carl-Johan Frank geschrieben (* 21. Februar 1922 in Hörby; † 21. Oktober 2014), war ein schwedischer Fußballspieler. Der Stürmer spielte mehrere Jahre in der Allsvenskan, deren Torschützenkönig er einmal war.

## Werdegang
Franck stammt aus Hörby. Vom lokalen Fußballklub wechselte er zu Helsingborgs IF in die höchste schwedische Spielklasse, wo er in den 1940er und 1950er Jahren auflief. Mit der Mannschaft, in der er zeitweise an der Seite von Spielern wie Kalle Svensson, Malte Mårtensson, Sylve Bengtsson oder Sven-Ove Svensson auf dem Platz stand, platzierte er sich regelmäßig im vorderen Ligabereich. In der Spielzeit 1948/49 avancierte er zum besten Stürmer der Meisterschaft. Mit 19 Saisontoren verdrängte er Karl Simonsson von Jönköpings Södra IF und Börje Tapper von Malmö FF in der Torschützenliste auf den zweiten Platz. Dennoch reichte es nur zur Vizemeisterschaft hinter dem Rivalen aus Schonen, der punktgleiche Malmö FF wies am Saisonende den besseren Torquotienten auf. Der persönliche Erfolg brachte Franck Berufungen in die schwedische B-Nationalmannschaft ein, in der A-Nationalmannschaft kam er zu keinem Länderspieleinsatz. Auch im Landespokal stand er kurz vor einem Titelgewinn, das Endspiel 1950 verlor der Klub gegen AIK mit einer 2:3-Niederlage. 
Über den weiteren Werdegang Francks, der in 123 Erstligaspielen für Helsingborgs IF in der Allsvenskan aufgelaufen war, ist derzeit nichts bekannt.